# هفتمین نشانه
هفتمین نشانه (به انگلیسی: The Seventh Sign) فیلمی محصول سال ۱۹۸۸ و به کارگردانی کارل شولتز است. در این فیلم بازیگرانی همچون دمی مور، مایکل بین، پیتر فریدمن و یورگن پراخنو ایفای نقش کرده‌اند.